# Wakeskating

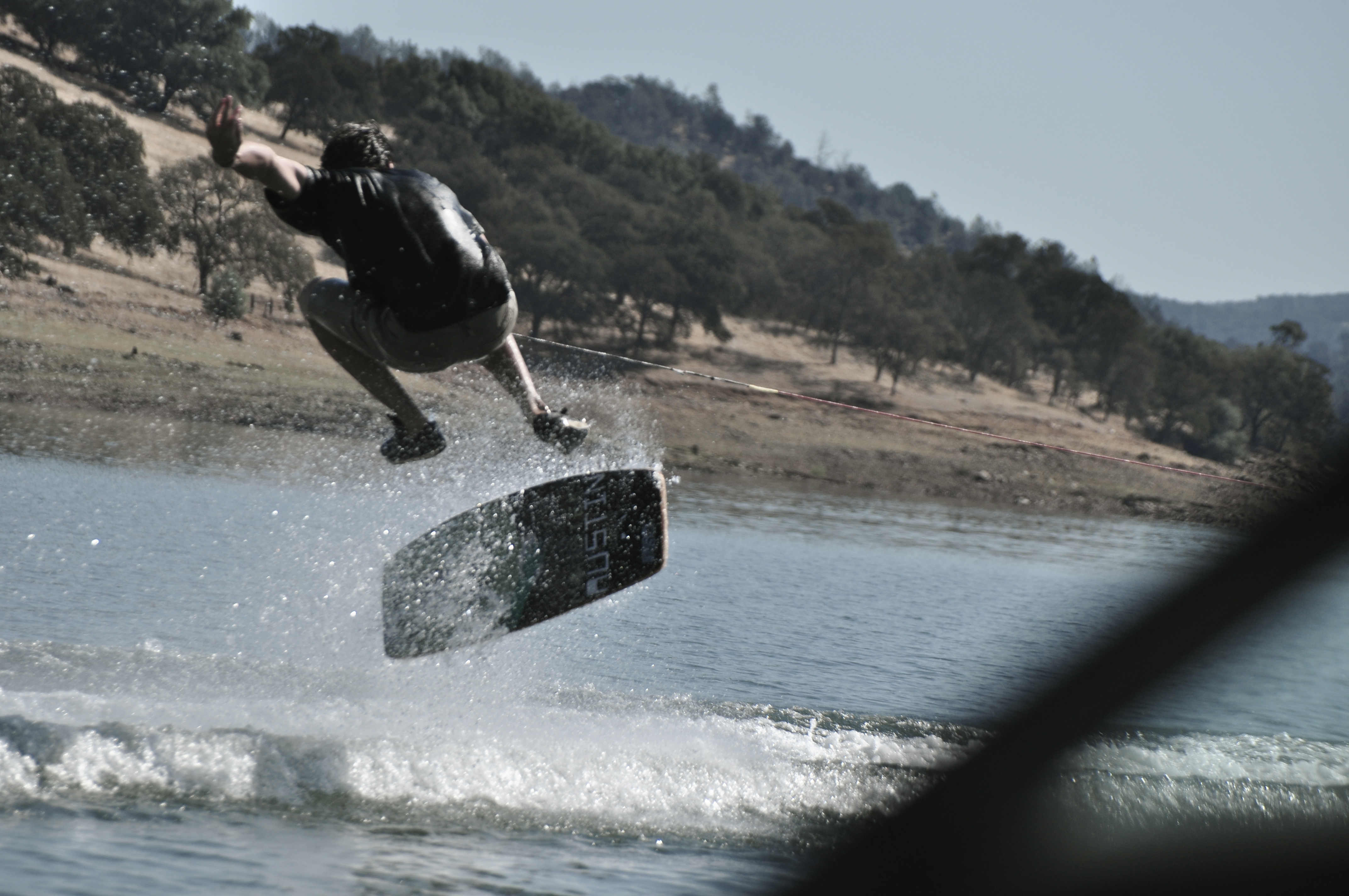
Wakeskating

Wakeskating is een combinatie van snowboarden, wakeboarden en skateboarden. Een wakeskate is een soort skateboard, maar dan voor op het water. Deze bevat een speciale tape waardoor je gewoon grip hebt (net als op een skateboard).

## Uitvoeringen
Wakeskating wordt, net als wakeboarding en waterskiën, gedaan op drie manieren.
1. Achter een kabel - dit is een soort kabelbaan die je over het water trekt met een snelheid van ongeveer 30 km/h. Je kan hierbij gebruikmaken van de kickers (schansen) en sliders (rails om overheen te glijden)
2. Achter een boot -  achter een boot is toch de meest gebruikte methode. Je wordt voortgetrokken door de boot bij een snelheid van 30 tot 35 km/h. Je kunt hierbij gebruikmaken van de hekgolf.
3. Achter een winch - dit is een mobiele lier, doorgaans aangedreven door een 6-13pk benzinemotor en koppeling. Hierdoor kan je op plekken wakeskaten waar geen boot of waterscooter kan komen. Denk aan afgelegen watertjes maar ook fonteinen.

## Verschil met wakeboarden
Bij wakeboarding sta je in bindingen, maar bij wakeskating sta je los, op blote voeten of op speciale schoenen. Ook de tricks/trucjes zijn anders dan bij wakeboarden.

## Opstarten
Bij de start zijn er drie methodes mogelijk. 
1. Vanuit het water 
  1. Met de boot → Je ligt in het water met de wakeskate dwars voor je. De boot begint te varen en het touw komt strak te staan. Zodra je klaar bent, geef je een bepaald teken aan de boot en de boot begint de snelheid van 30 km/h op te zoeken. Wanneer je genoeg kracht voelt sta je op.
  2. Achter een kabelbaan → Bijna net hetzelfde als achter een boot. Je zet je klaar in het water met je wakeskate dwars voor je. Na een signaal van de kabelbaan operator (bediener) gaat de kabel vertrekken. De kabel komt gelijkmatig op snelheid, wanneer je genoeg kracht voelt sta je op.
2. Vanaf de wal → je gaat zitten op de kant. Je legt de wakeskate in het water en je legt je voeten er losjes op. De boot vaart weg of de kabel vertrekt en je laat je gewoon zakken op de skate.
3. Lopend vanaf de wal (voor gevorderden) → je neemt de skate in je ene hand en het touw in de andere hand. De boot begint te varen of de kabel vertrekt en je rent zelf mee vanaf de wal langs het water. Dan spring je en gooi je de skate onder je op het water en landt op de skate.